# SV Concordia Plauen
Maillots
Le SV Concordia Plauen est un club allemand de football localisé dans la ville de Plauen dans la Saxe.

## Histoire
Le club fut fondé en 1905 sous le nom de Konkordia Reinsdorf, puis devint Konkordia Plauen.
On ne retrouve pas de traces de participations de ce clubs aux championnats de la Verbandes Plauener Ballspielvereine (VPB) mais bien dans ceux de la Verbandes Mitteldeutscher Ballspiel-Vereine (VMBV).
En 1914, le Konkordia s’inclina de peu contre le Zwickauer SC (1-2). En 1925, le club se qualifia face à son rival local du 1. FC Reichenbach, mais échoua ensuite en huitièmes de finale contre le Dresdner SC (1-4).
Après avoir remporté la Bezirksklasse Plauen-Zwickau en 1938, le Konkordia Plauen accéda à la Gauliga Sachsen, une des seize ligues créées sur ordre des Nazis dès leur arrivée au pouvoir en 1933. Le club joua deux saisons en Gauliga.
En 1945, le club fut dissous par les Alliés, comme tous les clubs et associations allemands (voir Directive n°23).
Comme toute la Saxe, la ville de Plauen se retrouva alors en zone soviétique, puis en RDA à partir de 1949.
Le Konkordia fut reconstitué sous le nom de SG Plauen-Süd, une équipe qui connut l’existence de cercles sportifs est-allemands et changea plusieurs fois de structure et d’appellation. Il fut ainsi le ZSG Zellwolle Plauen puis le Chemie Plauen. Il resta dans les ligues inférieures de la Deutscher Fussball Verband (DFV), la fédération est-allemande et se trouva dominé par le Vorwärts Plauen et par le WEMA Aufbau Plauen.
En 1990, après la réunification allemande, Chemie Plauen retrouva l’appellation historique de SV Concordia Plauen.

## Palmarès
- Champion du Vogtland: 1912, 1914, 1926.
- Champion de Saxe occidentale: 1920, 1921, 1922, 1923.